# Anton Mayer (Journalist)
Anton Mayer (* 1943 in Baden bei Wien; † 2011) war ein österreichischer Journalist, Buchautor und Wissenschaftspublizist.

## Biographie

### Frühe Jahre und Ausbildung
Anton Mayer wuchs in Baden (Niederösterreich) bei Wien auf und legte 1961 die Matura am humanistischen Gymnasium Baden (heute: BG/BRG Biondekgasse) ab. Anschließend studierte er Rechtswissenschaften an der Universität Wien, wo er 1968 sein Studium abschloss und den Titel Magister juris erwarb. Neben seiner juristischen Ausbildung verfolgte er ein Studium der Theaterwissenschaft, Publizistik und Kommunikationswissenschaft, welches er mit einem Doktorat abschloss. Seit 1970 war Anton Mayer verheiratet und hatte zwei Töchter.

### Berufliche Laufbahn
1968 trat Mayer in den Österreichischen Rundfunk (ORF) ein, wo er in verschiedenen Funktionen sowohl im Radio als auch im Fernsehen tätig war. Zunächst übernahm er die Position des Leitenden Redakteurs Innenpolitik im Hörfunk, wo er für die politische Berichterstattung und Analyse verantwortlich war. Danach wurde er Leitender Redakteur der aktuellen Kulturberichterstattung im Fernsehen. In dieser Funktion war er federführend an der Einbindung von Kulturnachrichten in die aktuellen Nachrichtensendungen beteiligt. Im Anschluss leitete er den ORF-Teletext, vor der Einführung von ORF Online eine wichtige Informationsplattform für aktuelle Nachrichten und Hintergrundberichte. Später wechselte er zur Radio Hauptabteilung Wissenschaft und Bildung, wo er als Leitender Redakteur die wissenschaftliche und bildungspolitische Berichterstattung koordinierte. Schließlich übernahm er die Rolle des Chefs vom Dienst der aktuellen Kulturberichterstattung im Fernsehen. Neben seiner Tätigkeit beim ORF war Mayer auch als freiberuflicher Konsulent aktiv. Anton Mayer war Autor zahlreicher Bücher und Schriften, die sich vor allem mit historischen, kulturellen und musikwissenschaftlichen Themen beschäftigten.

### Auszeichnungen
Er wurde 1993 mit dem Österreichischen Staatspreis für Wissenschaftspublizistik ausgezeichnet.

## Veröffentlichungen

### Bücher
- Franz Liszt: Musikgenie und Frauenschwarm (Amalthea Signum Verlag ISBN 978-3-85002-719-9 Wien 2010) Eine Biographie über den Komponisten Franz Liszt, die dessen musikalische Größe und bewegtes Privatleben beleuchtet.
- Joseph Haydn – Das Genie und seine Zeit (Amalthea Signum Verlag, Wien 2008) Eine Perspektive auf das Leben und Werk von Joseph Haydn, dem „Vater der Wiener Klassik“.
- Franz Lehár – Die lustige Witwe. Der Ernst der leichten Muse (Verlag Edition Steinbauer, Wien 2005) Darstellung der Erfolgsgeschichte von Franz Lehars Operette Die lustige Witwe und deren globalen Einfluss.
- Johann Strauss – Ein Pop-Idol des 19. Jahrhunderts (Böhlau Verlag, Wien 1998; Übersetzung ins Englische 1999) Über den Walzerkönig Johann Strauss Sohn und dessen bedeutenden Beitrag zur Musik des 19. Jahrhunderts.
- Theater in Wien um 1900 – Der Dichterkreis Jung Wien (Böhlau Verlag, Wien 1997)Untersuchung des Theaters und der literarischen Kreise in Wien um 1900, insbesondere des Dichterkreises Jung Wien (Literatur).
- Richard Beer-Hofmann und das Wien des Fin de Siècle (Edition Atelier, Wien 1993) Biographie des Dichters Richard Beer-Hofmann und eine Analyse der kulturellen und gesellschaftlichen Bedingungen im Wien des Fin de Siècle.

### Weitere Publikationen
- Österreichische Konsensdemokratie in Theorie und Praxis (mit [Reinhold Knoll], Böhlau Verlag, Wien 1976) Analyse der politischen Strukturen und der Konsensdemokratie in Österreich.
- Das Lexikon für Österreich in 20 Bänden (mit ausgewählten Beiträgen aus den ORF-Redaktionen, Duden Verlag, Wien, 2006) Nachschlagewerk zur österreichischen Geschichte und Kultur.
- Österreich. Die Zweite Republik (Werner Mück, Hg., Edition Axel Jentzsch, Linde Verlag Wien, 2004) Überblick über die Geschichte und Entwicklung der Zweiten Republik Österreich.
- Zeit im Bild Jahrbuch 2003 (Werner Mück, Hg., Edition Axel Jentzsch, Linde Verlag Wien) Eine Jahreschronik der wichtigsten Ereignisse und Entwicklungen des Jahres 2003 in Österreich aus der Perspektive der Nachrichtensendung Zeit im Bild.

### Zeitschriftenartikel
Mayer publizierte zahlreiche Artikel in verschiedenen Zeitschriften wie Morgen, Das Jüdische Echo, Art Quarterly und Golden Age.

### Allgemein
- Preisträger des Staatspreises für Wissenschaftspublizistik. BMBWF  Abgerufen am 28. Mai 2024.
- Anton Mayer - Autorenseite Amalthea Signum Verlag Abgerufen am 28. Mai 2024.
- Joseph Haydn neue Bücher 2009  Abgerufen am 28. Mai 2024.
- Das Jüdische Echo Autorinnen und Autoren

### Nachrufe
- OTS Meldung: ORF trauert um Anton Mayer.  Abgerufen am 28. Mai 2024.
- Nachruf Österreich 1 Abgerufen am 28. Mai 2024.
- Nachruf Die Presse Abgerufen am 28. Mai 2024.
- Nachruf Bregenzer Festspiele Abgerufen am 28. Mai 2024.

| Personendaten    | Personendaten                                                     |
| ---------------- | ----------------------------------------------------------------- |
| NAME             | Mayer, Anton                                                      |
| KURZBESCHREIBUNG | österreichischer Journalist, Buchautor und Wissenschaftspublizist |
| GEBURTSDATUM     | 1943                                                              |
| GEBURTSORT       | Baden bei Wien                                                    |
| STERBEDATUM      | 2011                                                              |